# 素敵じゃないか (お笑いコンビ)
素敵じゃないか（すてきじゃないか）は、吉本興業（東京本社）所属のお笑いコンビ。2014年結成。NSC大阪校36期生。神保町よしもと漫才劇場を中心に活動。

## メンバー
柏木 成彦（かしわぎ なるひこ、1990年5月14日 - ）（35歳）
ボケ・ネタ作り担当、立ち位置は向かって左。
大阪府四條畷市出身。大阪府立枚方津田高等学校、天理大学卒業。
身長179 cm、体重65 kg。血液型O型。
趣味はマッチングアプリ。特技は短距離走と絵。
両親ともに教師で、自身も国語の教員免許を持つ。
畠中悠（オズワルド）、太朗（太鵬）とルームシェアしていた。
補助動詞が漢字で書かれていることが嫌い。

吉野 晋右（よしの しんすけ、1990年5月14日 - ）（35歳）
ツッコミ担当、立ち位置は向かって右。
大阪府大阪市出身。浪速高等学校、大阪経済大学卒業。
身長177 cm、体重63 kg。血液型B型。
趣味は『アルプスの少女ハイジ』鑑賞、仮面ライダー、アメカジ。特技は縦列駐車、水泳。

## 来歴・概要
- 2014年4月に結成。旧コンビ名は「バニラボックス」、2020年8月にコンビ名を「素敵じゃないか」に改名した[6]。
- コンビ名はザ・ビーチ・ボーイズの楽曲「Wouldn't It Be Nice」の邦題から[7]。柏木が好きな曲であり、改名以前から出囃子として使用していた[7]。
- メンバー2人の生年月日が全く同じである。
- 大学1年生のときに共通の知人を通じて知り合い、柏木から吉野を誘ってNSC大阪校に36期生として入学。当時は5upよしもとからよしもと漫才劇場への切り換わりの時期で、大阪吉本の情勢が不安定だったため、社員の薦めもありNSC卒業後すぐに上京して東京本社に移籍した[8]。共にNSC卒業直後に上京した同期にゆめっち（3時のヒロイン）がいる。ヨシモト∞ホールで活動した後、神保町よしもと漫才劇場を拠点に活動中。
- 構成作家の山田ナビスコは「東京吉本の若手漫才師の中では飛び抜けた才能を持っている」と評している[9]。
- 2022年4月14日に「大宮セブン」に続く大宮ラクーンよしもと劇場の新ユニットとして「オーミヤンズ5」が結成され、メンバーに選ばれた。

## 出囃子
- ザ・ビーチ・ボーイズ「Wouldn't It Be Nice」

## 賞レース等での成績

### M-1グランプリ
| 年度             | 結果         | エントリー No. | 会場                   | 日程     |
| ---------------- | ------------ | -------------- | ---------------------- | -------- |
| 2015年（第11回） | 2回戦進出    | 1820           | 雷5656会館ときわホール | 10月14日 |
| 2016年（第12回） | 2回戦進出    | 520            | 雷5656会館ときわホール | 10月9日  |
| 2017年（第13回） | 準々決勝進出 | 410            | 浅草公会堂             | 11月3日  |
| 2018年（第14回） | 3回戦進出    | 1313           | ルミネtheよしもと      | 10月15日 |
| 2019年（第15回） | 3回戦進出    | 822            | ルミネtheよしもと      | 11月11日 |
| 2020年（第16回） | 準々決勝進出 | 980            | NEW PIER HALL          | 11月17日 |
| 2021年（第17回） | 準々決勝進出 | 820            | ルミネtheよしもと      | 11月17日 |
| 2022年（第18回） | 準々決勝進出 | 1495           | ルミネtheよしもと      | 11月13日 |
| 2023年（第19回） | 準々決勝進出 | 2190           | ルミネtheよしもと      | 11月21日 |
| 2024年（第20回） | 準々決勝進出 | 2321           | ルミネtheよしもと      | 11月22日 |

### その他
- 2014年 キングオブコント2014 - 2回戦進出
- 2016年 R-1ぐらんぷり - 2回戦進出（柏木）
- 2021年 令和3年度NHK新人お笑い大賞 - 本戦出場[11]
- 2022年 第七回上方漫才協会大賞 - 大賞ノミネート[12]、新人賞ノミネート[12]
- 2022年 Jimbochoグランプリ5月 - 優勝[13]
- 2023年 第44回ABCお笑いグランプリ 第3位
- 2024年 第5回ツギクル芸人グランプリ決勝進出[14]
- 2025年 第10回 上方漫才協会大賞 文芸部門賞[15]
- 2025年 R-1グランプリ - 準々決勝進出（吉野）[16]

## 出演

### テレビ
- アメカジボーイズTV（千葉テレビ、2018年4月4日 - 6月27日）吉野のみ[17]
- ネタパレ（フジテレビ、2021年4月2日[18][19]）
- Cheeky's Cast 3（BSよしもと、2022年3月23日 - 9月） - 水曜MC
- Y-Tube大賞（BSよしもと、2022年10月 - 2023年6月）- 第1、3水曜日MC[20]

### ラジオ

#### パーソナリティ担当
- 素敵じゃないかのニューラジオ0（YouTube、2020年12月18日 - ） - 毎週金曜日配信
- PortCityRadio（YouTube、2021年4月2日 - ） - 2021年4月度担当
- 素敵じゃないかのタバコ＆シガレッツ（Artistspoken、2024年4月3日 -）[21]
- がっちゃんこ（朝日放送ラジオ、2025年4月1日〈3月31日深夜〉- ） - 毎週月曜、オダウエダと共同パーソナリティ[22]

#### その他
- よしもと5じ6じラジオ（FM salus、2017年4月28日[23]、6月16日[24]、10月20日[25]、2018年1月29日[26]、3月23日[27]、5月25日[28]、8月10日[29]、10月26日[30]、2019年3月15日[31]、8月30日[32]、2020年2月21日[33]）
- マイナビ Laughter Night（TBSラジオ、2018年3月16日[34]、8月10日[35]、2019年3月1日[36]、2020年12月18日[37]、2023年3月17日[38]）
- サンドウィッチマンの天使のつくり笑い（NHKラジオ第1放送、2018年12月17日、2019年1月14日、2020年2月11日）

### 配信番組
- SKE48福士奈央の芸人もういっちょ（YouTube、2019年8月30日[39]、9月6日[40]、9月13日[41]、9月20日[42]、10月4日[43]）
- スマッシュヒットTV（YouTube、2020年10月16日[44]）柏木のみ
- 有田ジェネレーション（Paravi、2022年4月18日）

## ライブ

### ヨシモト∞ホール所属時代（2017年 - 2020年）
| 日付          | タイトル                           | 会場            |
| ------------- | ---------------------------------- | --------------- |
| 2017年9月15日 | バニラLIVEボックス（初単独ライブ） | ヨシモト∞ホール |
| 2018年5月4日  | バニラ60分漫才漫才ボックス         | ヨシモト∞ホール |
| 2019年3月3日  | バニラLIVEボックスII               | ヨシモト∞ホール |

### 神保町よしもと漫才劇場所属（2020年1月 - ）
| 日付          | タイトル                                                                             | 会場                   |
| ------------- | ------------------------------------------------------------------------------------ | ---------------------- |
| 2021年2月11日 | 新ネタ7本ライブ「漫才沙汰」                                                          | 神保町よしもと漫才劇場 |
| 2021年3月14日 | 新ネタ7本ライブ「漫才沙汰」                                                          | 神保町よしもと漫才劇場 |
| 2021年4月24日 | 新ネタ7本ライブ「漫才沙汰」                                                          | 神保町よしもと漫才劇場 |
| 2021年5月14日 | 「漫才沙汰 〜柏木と吉野の誕生日なので新ネタは4本あとはゲストにネタしてもらえるSP〜」 | 神保町よしもと漫才劇場 |
| 2021年6月25日 | 新ネタ7本ライブ「漫才沙汰ファイナル」                                                | 神保町よしもと漫才劇場 |
| 2022年2月18日 | 漫才沙汰                                                                             | 神保町よしもと漫才劇場 |
| 2022年3月19日 | 漫才沙汰                                                                             | 神保町よしもと漫才劇場 |
| 2022年4月15日 | 漫才沙汰                                                                             | 神保町よしもと漫才劇場 |
| 2022年5月24日 | 漫才沙汰                                                                             | 神保町よしもと漫才劇場 |
| 2022年6月20日 | 漫才沙汰ファイナル                                                                   | 神保町よしもと漫才劇場 |
| 2023年1月28日 | 漫才沙汰                                                                             | 神保町よしもと漫才劇場 |
| 2023年2月27日 | 漫才沙汰                                                                             | 神保町よしもと漫才劇場 |
| 2023年3月29日 | 漫才沙汰                                                                             | 神保町よしもと漫才劇場 |
| 2023年4月30日 | コント沙汰                                                                           | 神保町よしもと漫才劇場 |
| 2023年5月27日 | 漫才沙汰                                                                             | 神保町よしもと漫才劇場 |